# Adam Kudła
Adam Kudła (ur. 1 grudnia 1931 w Katowicach, zm. 31 sierpnia 2012) – konserwator zabytków, zabytkoznawca, wojewódzki konserwator zabytków w Katowicach w latach 1961–1983.

## Życiorys
Adam Kudła urodził się w Katowicach, ale podczas II wojny światowej przeniósł się wraz z rodziną do Mysłowic. W 1951 rozpoczął studia na Wydziale Sztuk Pięknych Uniwersytetu Mikołaja Kopernika w Toruniu (na kierunku konserwatorstwo i zabytkoznawstwo). W 1955 zaczął pracę w „Miastoprojekcie” Bydgoszcz (pracował tam do 1956). Następnie został zatrudniony jako pracownik kontraktowy wojewódzkiego konserwatora zabytków w Katowicach. W 1957 zastępca konserwatora – Maria Malanek – przeniosła się do pracy w Krakowie, a w jej miejsce zatrudniono 1 stycznia 1957 Adama Kudłę (na etacie w Oddziale Muzeów i Ochrony Zabytków Prezydium Wojewódzkiej Rady Narodowej w Katowicach). Po krótkim czasie (od 1958) został zastępcą wojewódzkiego konserwatora zabytków w Katowicach – Romana Romańskiego. Kudła w tym czasie zajmował się m.in. organizacją powstającego skansenu w Chorzowie.
1 sierpnia 1961 Adam Kudła został mianowany wojewódzkim konserwatorem zabytków w Katowicach. Od 1967 był członkiem PZPR. W czasie jego ponad dwudziestoletniej pracy na stanowisku konserwatora absorbującymi sprawami było m.in. wysadzenie ruin pałacu w Świerklańcu, wyburzenie katowickiej willi Grundmanna, budowa Huty Katowice w Dąbrowie Górniczej, czy budowa szosy przez historyczne centrum Będzina (niszcząca dużą część substancji zabytkowej). Ówczesne władze partyjne i państwowe najczęściej nie konsultowały takich działań ze służbami konserwatorskimi, a wręcz o nich nie informowały. Mylnie uważa się, że zniszczenia zabytków w tym okresie były dokonywane za zgodą służb konserwatorskich. Duży spór dotyczył wyburzeń zabytkowych domów jednorodzinnych w katowickiej dzielnicy Giszowiec pod budowę osiedla dla pracowników kopalni węgla kamiennego „Staszic”, który ostatecznie był jedną z przyczyn rezygnacji Kudły ze stanowiska wojewódzkiego konserwatora zabytków.
W okresie działalności A. Kudły przeprowadzono m.in. kompleksowe remonty, konserwacje i zabezpieczenia zamków w Ogrodzieńcu, Toszku, Bielsku, Mirowie, Bobolicach, Olsztynie, Siewierzu, twierdzy w Dankowie, a także w pałacach m.in. w Sośnicowicach, Pszczynie, Zebrzydowicach, Cieszynie, Będzinie-Gzichowie, Krowiarkach, Koszęcinie; przeprowadzono też kolejne działania przy organizacji skansenu w Chorzowie, a po 1975 także przy tworzeniu skansenu w Lipowcu. Rozszerzono znacznie listę obiektów, wpisanych do rejestru zabytków, głównie o zabytki architektury i urbanistyki. Od połowy lat 70. XX w. zaczęto obejmować ochroną obiekty przemysłu i techniki oraz zabudowę miejską z drugiej połowy XIX w..
Z pełnienia funkcji wojewódzkiego konserwatora zabytków zrezygnował 31 sierpnia 1983. Następnie został dyrektorem skansenu w Chorzowie, a w latach 90. XX w. przeszedł na emeryturę. W 1983 wspólnie z Marią Orłowską i Heleną Witecką utworzył Dział Historii Miasta Muzeum Miasta Mysłowice. Zmarł 31 sierpnia 2012 po długiej chorobie, a jego pogrzeb odbył się 4 września 2012 w kościele Najświętszego Serca Pana Jezusa w Mysłowicach.
Został odznaczony Krzyżem Kawalerskim Orderu Odrodzenia Polski.

## Wybrane publikacje
- Mapa zabytków województwa katowickiego [Kartografia] (red. Barbara Sołoduszkiewicz, treść Adama Kudła), Warszawa 1970
- Ocena aktualnego stanu i propozycje ochrony konserwatorskiej miasta Katowic, „Rocznik Katowicki” 1976
- Ocena programu tworzenia muzealnictwa technicznego oraz koncepcji ochrony zabytków techniki na terenie wojew. katowickiego, Katowice 1977
- Realizacja zadań w zakresie ochrony i konserwacji zabytków w woj. katowickim, Katowice 1979
- Realizacje konserwatorskie przy ruinach zamków i strażnic w katowickiej części Jury Krakowsko-Częstochowskiej, bmw, 1980
- Zamierzenia w dziedzinie ochrony i konserwacji zabytków architektury w ośrodkach miejskich w województwie katowickim, Katowice 1981